# Dexter Jackson

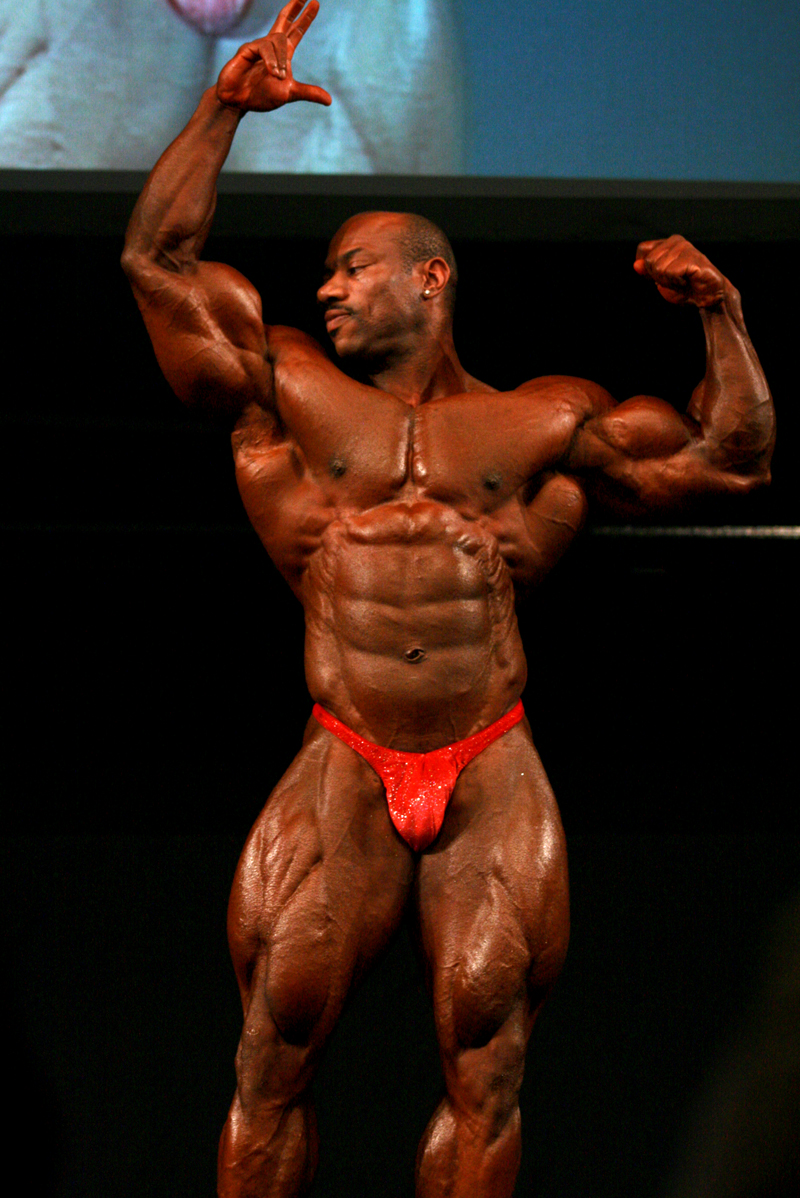
Jackson podczas Australian Pro Grand Prix VIII – IFBB w 2008 roku.

Dexter "The Blade" Jackson (ur. 25 listopada 1969) – amerykański kulturysta, reprezentant federacji IFBB. Zdobywca tytułu Mr. Olympia (2008).
W sporcie kulturystycznym aktywnie obecny od roku 1992. W kulturystyce profesjonalnej zadebiutował na zawodach Arnold Classic w 1999 roku, podczas których uplasował się na pozycji siódmej.
Nagrał także film dokumentalny DVD Dexter Jackson: Titans 2 (2004).

## Osiągnięcia
- 1992 NPC Southern States, Lightweight, 3. miejsce
- 1995 NPC USA Championships, Light-Heavyweight, 1. miejsce
- 1996 NPC Nationals, Light-Heavyweight, 6. miejsce
- 1998 North American Championships, Light-HeavyWeight, 1. miejsce and Overall
- 1999 Arnold Classic, 7. miejsce
- 1999 Grand Prix England, 4. miejsce
- 1999 Night of Champions, 3. miejsce
- 1999 Mr. Olympia, 9. miejsce
- 1999 World Pro Championships, 4. miejsce
- 2000 Arnold Classic, 5. miejsce
- 2000 Grand Prix Hungary, 2. miejsce
- 2000 Ironman Pro Invitational, 3. miejsce
- 2000 Night of Champions, 8. miejsce
- 2000 Mr. Olympia, 9. miejsce
- 2000 Toronto Pro Invitational, 2. miejsce
- 2001 Arnold Classic, 5. miejsce
- 2001 Grand Prix Australia, 3. miejsce
- 2001 Grand Prix England, 4. miejsce
- 2001 Grand Prix Hungary, 3. miejsce
- 2001 Night of Champions, 2. miejsce
- 2001 Mr. Olympia, 8. miejsce
- 2001 Toronto Pro Invitational, 2. miejsce
- 2002 Arnold Classic, 3. miejsce
- 2002 Grand Prix Australia, 2. miejsce
- 2002 Grand Prix Austria, 2. miejsce
- 2002 Grand Prix England, 1. miejsce
- 2002 Grand Prix Holland, 3. miejsce
- 2002 Mr. Olympia, 4. miejsce
- 2002 San Francisco Pro Invitational, 3. miejsce
- 2002 Show of Strength Pro Championship, 6. miejsce
- 2003 Arnold Classic, 4. miejsce
- 2003 Maximum Pro Invitational, 3. miejsce
- 2003 Mr. Olympia, 3. miejsce
- 2003 San Francisco Pro Invitational, 3. miejsce
- 2003 Show of Strength Pro Championship, 1. miejsce
- 2004 Arnold Classic, 3. miejsce
- 2004 Grand Prix Australia, 1. miejsce
- 2004 Ironman Pro Invitational, 1. miejsce
- 2004 Mr. Olympia, 4. miejsce
- 2004 San Francisco Pro Invitational, 1. miejsce
- 2005 Arnold Classic, 1. miejsce
- 2005 San Francisco Pro Invitational, 2. miejsce
- 2006 Arnold Classic, 1. miejsce
- 2006 Mr. Olympia, 4. miejsce
- 2007 Arnold Classic, 2. miejsce
- 2007 IFBB Australian Pro Grand Prix, 1. miejsce
- 2007 Mr. Olympia, 3. miejsce
- 2008 Arnold Classic, 1. miejsce
- 2008 IFBB Australian Pro Grand Prix VIII, 1. miejsce
- 2008 IFBB New Zealand Grand Prix, 1. miejsce
- 2008 IFBB Russian Grand Prix, 1. miejsce
- 2008 Mr. Olympia, 1. miejsce
- 2009 Mr. Olympia, 3. miejsce
- 2010 Arnold Classic, 4. miejsce
- 2010 IFBB Australian Pro Grand Prix, 2. miejsce
- 2010 Mr. Olympia, 4. miejsce
- 2011 Flex Pro, 2. miejsce
- 2011 Mr. Olympia, 6. miejsce
- 2011 FIBO Pro, 1. miejsce
- 2011 Pro Masters World Champion, 1. miejsce
- 2012 Arnold Classic, 5. miejsce
- 2012 Mr. Olympia, 4. miejsce
- 2012 IFBB Masters Olympia, 1. miejsce
- 2013 Arnold Classic, 1. miejsce
- 2013 IFBB Australian Pro Grand Prix, 1. miejsce
- 2013 Mr. Olympia, 5. miejsce
- 2013 EVLS Prague Pro, 2. miejsce
- 2013 Tijuana Pro, 1. miejsce
- 2014 Mr. Olympia, 5. miejsce
- 2014 Arnold Classic Europe, 3. miejsce
- 2014 Dubai Pro, 1. miejsce
- 2014 Prague Pro, 2. miejsce
- 2015 Arnold Classic, 1. miejsce
- 2015 Arnold Classic Australia, 1. miejsce
- 2015 Arnold Classic Europe, 1. miejsce
- 2015 Mr. Olympia, 2. miejsce
- 2015 Prague Pro, 1. miejsce
- 2016 New York Pro, 1. miejsce
- 2016 Arnold Classic South Africa, 1. miejsce
- 2016 Mr. Olympia, 3. miejsce
- 2016 Arnold Classic Europe, 1. miejsce
- 2016 Kuwait Pro, 2. miejsce
- 2016 Prague Pro, 3. miejsce
- 2016 Mr. Olympia Europe, 1. miejsce
- 2017 Mr. Olympia - 4. miejsce
- 2017 EVLS Prague Pro - 3. miejsce

## Wymiary
- waga - 115 kg (poza sezonem), 100 kg (waga startowa)
  - wzrost - 168 cm
  - obwód klatki piersiowej - 132 cm
  - obwód pasa - 71 cm
  - biceps - 51
  - udo - 76